# Bathyuroconger
Bathyuroconger is een geslacht van straalvinnige vissen uit de familie van zeepalingen (Congridae). Het geslacht is voor het eerst wetenschappelijk beschreven in 1934 door Fowler.

## Soorten
- Bathyuroconger albus Smith, Ho & Tashiro, 2018
- Bathyuroconger dolichosomus Smith, Ho & Tashiro, 2018
- Bathyuroconger fowleri Smith, Ho & Tashiro, 2018
- Bathyuroconger hawaiiensis Smith, Ho & Tashiro, 2018
- Bathyuroconger parvibranchialis (Fowler, 1934)
- Bathyuroconger vicinus (Vaillant, 1888)